# Aplidium controversum
Aplidium controversum är en sjöpungsart som beskrevs av Monniot 1996. Aplidium controversum ingår i släktet Aplidium och familjen klumpsjöpungar. Inga underarter finns listade i Catalogue of Life.